# 1 % (Южный Парк)
«1 %» — эпизод 1512 (№221) сериала «Южный парк», премьера которого состоялась 2 ноября 2011 года на американском кабельном телеканале Comedy Central.
В эпизоде Картман подвергается преследованию, после того как из-за него школа получила низкие баллы в национальном тесте по фитнесу; также в эпизоде едко высмеяно движение «Захвати Уолл-стрит».
Режиссёром и сценаристом эпизода был соавтор шоу Трей Паркер. Эпизоду был присвоен возрастной рейтинг L в Соединённых Штатах.
В качестве одного из персонажей мультфильма представлен режиссёр документальных фильмов Майкл Мур, известный своим критическим отношением к капитализму, глобализации, и неолиберализму.

## Сюжет
Младшая школа Южного Парка занимает последнее место в США по показаниям президентского фитнес-теста из-за Картмана. Поэтому всем ученикам назначаются уроки физкультуры вместо больших перемен. Одни дети решают отомстить Картману, другие пытаются предупредить его об опасности.
Баттерс и Джимми устраивают митинг «Захвати Ред-Робин» (англ. Occupy Red Robin — аллюзия на акцию «Захвати Уолл-стрит») с требованием о неприемлемости наказания 99 % учеников из-за того, что один из них облажался. Майкл Мур, посетивший митинг, выставляет Баттерса и Джимми представителями «большинства», хотя фактически они единственные ученики, которые участвуют в митинге.
Если вначале Эрик пытается переложить вину за результаты теста с себя на Обаму, то в дальнейшем, из-за беспрецедентного в сериале давления на Картмана со стороны других учеников, Эрик теряет связь с реальностью.

## Факты
- Вышедший в 2009 году документальный фильм Майкла Мура «Капитализм: История любви», в котором автор пытается найти виновных в финансовом кризисе 2008 года, был удостоен ряда кинематографических наград, в том числе Венецианского кинофестиваля[3].
- Второй раз за мультсериал, Кенни присутствует живым на похоронах, первый раз был в серии «Возвращение Шефа»